# 대국굴기
《대국굴기》(중국어 간체자: 大国崛起, 정체자: 大國崛起, 병음: Dàguó Juéqǐ 다궈줴치[*])는 2006년 11월 13일부터 그 해 11월 24일까지 중국중앙방송의 경제채널(CCTV-2)을 통해 방송된 12부작 역사 다큐멘터리이다.
이 다큐멘터리는 스페인·포르투갈·네덜란드·영국·프랑스·독일·일본·러시아·미국의 전성기와 그 발전 과정을 다뤘다. 또한 각 국이 1편씩 다뤄졌으나, 스페인·포르투갈은 함께 1부로 방송되었고, 영국·러시아·미국은 두 번으로 나뉘어 방송됐으며, 마지막에 결론(중국어: 大道行思)을 넣어서 12부작이 되었다.
첫 방송 당시 중국 현지의 황금시간대인 21시 30분에 방송되었고, 동시에 중국민주법제출판사(중국어: 中國民主法制出版社)는 같은 제목의 단행본판을 출간하였다.
이 다큐멘터리에서는 발레리 지스카르데스탱 전 프랑스 대통령과 마하티르 빈 모하맛 전 말레이시아 총리가 출연하기도 하였다.
대한민국에서는 한국교육방송공사를 통하여 2007년 1월 29일부터 2월 10일까지 첫 방송을 하였고, 시청자들의 재방송 요구에 따라 2007년 6월 25일부터 7월 10일까지 재방송하였다. 대한민국에서의 단행본판은 《강대국의 조건》이라는 제목으로 번역되어 출간되었다.

## 각 부에서 다뤄진 내용
주: 각 부 제목은 중국어 원 제목과 한국교육방송공사가 방송했을 때의 소제목을 같이 씁니다.

### 해양시대(海洋時代)- 포르투갈과 스페인, 해양의 시대를 열다
이 편은 이베리아반도의 스페인과 포르투갈의 해양진출과 발전, 몰락을 다뤘다.

#### 스페인과 포르투갈의 해양 진출
아랍인들의 향료무역의 장악에 대항하기 위하여 포르투갈의 항해왕자 엔히크는 세계 역사상 최초로 국립 해양학교를 설치하고 항해 기술등을 연구하도록 하는 한편, 자주 함대를 파견하였다. 카보 다 로카를 출발한 함대는 아프리카 서해안을 돌아 남쪽으로 내려가 아프리카의 황금·상아·호박을 리스본으로 가져오는 데 성공하였다.
1487년 7월, 바르톨로뮤 디아스가 지휘하는 3척의 배는 대서양을 따라 남쪽으로 가, 남아프리카의 희망봉에 도착하였고, 1498년 5월, 바스코 다 가마가 지휘하는 선단이 드디어 인도에 도착하여 서양와 인도 사이의 무역로를 개설하는 데 성공하였다.
포르투갈의 해양진출이 가속화되자, 옆나라 스페인도 해양으로 진출하기 시작하였다. 포르투갈이 동쪽을 통한 무역로를 개설하였기 때문에 스페인은 서쪽으로 진출하였고, 당시 국왕이었던 이사벨라 여왕은 이탈리아인 크리스토퍼 콜럼버스에게 서쪽을 통한 인도까지의 무역로를 개설하도록 하였다.
콜롬버스는 인도에 다다르지는 못했지만 대신 1492년 10월 12일, 카리브해상의 산살바도르(과나하니 섬)에 도착하였다. 유럽인이 아메리카 대륙에 첫 발을 내딛은 것이다. 이때 많은 황금과 백은이 에스파냐에 많이 들어왔다.
1519년, 페르디난드 마젤란의 함대가 스페인의 지원을 받아 세비야를 떠났고, 1520년 10월 21일, 마젤란 해협에 도착하였다. 그러나 중간에 마젤란은 필리핀에서 사망하였고, 1522년 9월 6일 18명의 선원만이 세비야로 귀환하는 데 성공하였다. 이로써 지구는 둥글다는 사실이 증명되었다.

#### 아메리카 대륙 침략과 세계 분할
마젤란의 함대가 스페인을 떠난 그 해, 에르난 코르테스가 이끄는 군대는 베라쿠루스를 출발하여 멕시코로 진격하였다. 그들은 멕시코 일대를 통치하던 강력한 아스텍 제국의 영역을 침략하였다. 아스텍 제국의 군주 몬테수마는 이들을 아스텍 문명의 전설에 나오는 깃털 달린 뱀 케트살코아틀로 여겨 환대했으나 내부의 정치적 위기를 이용한 코르테스의 계략에 맞서 아스텍인들은 1521년 8월까지 저항하다가 코르테스의 군대에게 정복당했다.
1532년, 프란시스코 피사로는 잉카 제국을 침략하여 최후의 잉카 제국의 황제 아타왈파를 살해하고, 잉카인들의 저항을 간단하게 누른 뒤 잉카 제국을 정복하였다.
1494년, 카보베르데섬 서쪽 서경 43도 37분 지점을 남북으로 경계선을 긋고, 경계선 동쪽은 모두 포르투갈이, 서쪽의 아메리카 지역은 스페인이 차지하기로 하는 토르데실라스 조약이 체결되어, 스페인과 포르투갈은 세계를 최초로 분할하게 되었다.

#### 몰락
그러나 스페인과 포르투갈은 16세기에서 17세기를 거치며 점점 몰락하기 시작했다.
봉건 전통의 잔재를 제대로 청산하지 못하여 일부 계층에게만 부가 집중되는 양극화 현상이 나타났고, 결국 상공업이 몰락하는 동시에 인민은 궁핍해져 제국의 경제력이 많이 약화되었다. 제국의 통치자는 무리한 전쟁에 자주 개입하여 국력의 낭비를 초래했으며 종교 문제를 원활히 처리하지 못하여 국민간 결속이 약화되었다.
정작 더 중요한 문제는 그 무렵 영국, 프랑스, 네덜란드등이 상공업의 발전을 이룩하여 발전하는 동안 스페인과 포르투갈은 상공업 진흥에 신경을 쓰지 않았다는 것이었다.

### 소국대업(小國大業)- 유럽의 작은 나라 네덜란드, 세계를 움직이다
17세기, 인구 150만 명이었던 네덜란드는 일약 세계의 경제 중심이자 해운의 중심으로 성장하였다.
처음에 네덜란드인들은 농업과 청어가공으로 큰 부를 거두게 되었다. 그 뒤 영국과의 무역 경쟁 와중에서, 네덜란드인들은 플류트(네덜란드어: Fluitschip,Fluyt)선을 건조하여 해상운송의 혁신을 이뤄낸 동시에 해상 무역과 조선업에서도 두각을 드러내었다.
네덜란드인들은 1602년, 세계 최초의 주식회사인 연합 동인도회사를, 1609년 암스테르담 증권거래소와 암스테르담 은행을 창립하고, 신용이라는 개념을 도입하였다. 이 새로운 경제와 상업체계는 네덜란드의 부의 열쇠였고, 지금도 경제의 핵심 축을 이루는 존재이다. 17세기 중반, 네덜란드는 세계 무역의 절반을 점유하였다.
방송 제작진은 네덜란드인들이 자신의 환경에 맞춰 대책을 세웠으며, 정확한 상황 판단과 도전정신을 발휘하였으며, 효율적인 자원 관리와 경제적 이윤 극대화를 통해 발전을 이룩했다고 본다.

### 주향현대(走向現代)- 영국, 현대화의 선봉에 서다 (1부)
영국 제1부는 영국이 어떻게 스페인과 네덜란드를 물리치고 해양 대국으로 발전하였는지에 대하여 논하고 있다.
1558년, 엘리자베스 1세가 왕위에 오르고 프랜시스 드레이크등 해적등에게 사략선 면허를 지급하였고, 영국의 해적들은 스페인의 약점을 파고들어 자산을 영국으로 유입하였다. 1588년,영국과 스페인간의 전쟁이 터지고, 이때 영국해군은 스페인의 자랑이었던 무적함대(스페인어: Armada Invencible)을 격파하여 일약 해양대국으로 급부상하였다.
1625년, 찰스 1세가 왕위에 오른 뒤, 영국 국회는 대헌장에 명시된 의회의 권리에 따라 정치를 할 것을 요구하였다. 그 이듬해, 찰스 1세는 의회를 해산하였다. 1642년, 찰스 1세는 자신을 따르는 왕당파의 이름으로 의회에 선전포고하여 청교도 혁명의 막이 올랐고, 혁명 전쟁끝에 올리버 크롬웰이 지휘하는 의회의 승리로 끝났다. 의회는 찰스 1세의 처형을 결정하였고, 1649년 1월 30일, 찰스 1세는 처형당하였다.
올리버 크롬웰의 정치가 끝난 이후 왕정복고를 선언하며 찰스 2세가 즉위하였으나, 잘못된 정치를 수행하여 월리엄 3세를 왕위로 옹립한 명예혁명이 있고 난 뒤, 영국의 정치 체제는 큰 변화없이 현재까지 지속되고 있다.
제작진은, 영국이 이런 정치적 안정덕택에 경제 발전의 기틀을 마련하였다고 보고 있다.

### 격정세월(激情歲月)- 프랑스, 혼돈 속에서 일어서다
방송에서는 나폴레옹의 몰락 이후부터 제2차 세계대전 사이의 프랑스의 변화는 언급하지는 않았다.

## 출전
1. 중국중앙방송, '대국굴기'
2. 왕지아펑·천용·가오다이·가오이·리공전·탕중난·쉬톈신·허순궈 공저, 양성희·김은지 역, 공병호 감수, 《대국굴기》, 크레듀, 2007, 서울. (ISBN 978-89-92286-19-0) 
'대국굴기' 단행본판의 한국어 번역임.